# Oelder Pfingstenkranz

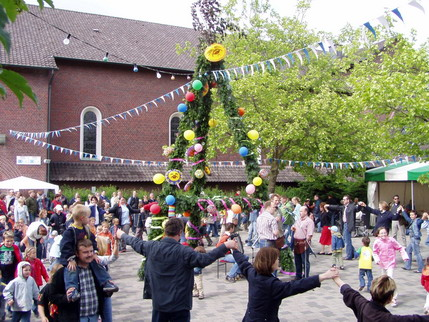
Tanz um den Pfingstenkranz vor der St. Josephs-Kirche

Der Tanz um den Oelder Pfingstenkranz ist ein Pfingstbrauchtum in Oelde. Jedes Jahr tanzen an Pfingstsonntag und Pfingstmontag Menschen um gemeinsam aufgestellte Pfingstbäume. 

Wie der Brauch in Oelde, der einige Jahrhunderte alt ist, entstanden sein könnte, sich entwickelt hat und erhalten blieb, ist unklar. Im Oelder Pfingstenkranzheftchen, 1950 herausgegeben, wird das Brauchtum so erklärt: 

„Der Pfingstenkranz stammt aus der Zeit des Wotankults unserer Altvorderen, wo alljährlich im Wonnenmonat das ‚Mai- und Blumenfest‘ gefeiert wurde.

Wotan war der Hauptgott unter den Göttern der Germanen, der Gott der Ernte, des Ackerbaus und der Viehzucht. Die größte Rolle auf dem Maifest, der Freude über das Erwachen der Natur Ausdruck geben sollte, spielte der Maibaum, in seiner ursprünglichen Form eine mit Bändern und Fähnchen geschmückte Birke (das Symbol der Gesundheit und der Fruchtbarkeit, der heilige Baum Freyas), die in vielen Gegenden unter Gesang von Haus zu Haus getragen und zuletzt auf dem Marktplatz des Ortes aufgestellt und von jung und alt bis in die Nacht hinein umtanzt wurde.

Dieser Maibaum ist ein Pfingstenstuhl. Im Laufe der Jahrhunderte erhielt der Maibaum einen christlichen Einschlag, und die uralten Lieder, die der Naturverehrung dienten, wurden vermischt mit Liedern der christlichen Religion.“

Niemand hat bisher eindeutig klären können, ob hier oder wo die Ursprünge des Pfingstenkranzes zu finden sind. In Oelde hat sich dieses uralte Brauchtum erhalten; weit und breit im Umkreis kennt man den Pfingstenkranz sonst nicht. Auffallende Ähnlichkeiten sind jedoch mit den Lambertifeiern festzustellen, die alljährlich Mitte September in Münster und im Münsterland stattfinden.
Für Oelder sind Pfingsten und der Pfingstenkranz von jeher ein Begriff. Insbesondere die Jugend hat sich diesem Brauchtum stets leicht getan, ist sie es doch, die hier ihrer Lebensfreude übermütig Ausdruck geben kann. Die ältere Generation verhält sich etwas reservierter, zumeist dann, wenn jugendlicher Überschwang das alte Brauchtum auf seine, auf heutige Weise interpretieren möchte. Heutzutage ist das in Oelde selbstverständlich alles anders. Nur der Pfingstenkranz ist weiterhin jener pyramidenförmige, vielleicht zwei bis drei Meter hohe, aus drei Fitzebohnenstangen oder Holzbalken gebildete Dreifuß geblieben, der in der Spitze zusammengebunden und durch Querbalken Standfestigkeit bekommt. So oder ähnlich wird das Holzgestell seit alten Zeiten gezimmert, bevor es mit Birkengrün (heute meist Tannengrün) umwickelt, mit Fähnchen besteckt und mit Fackeln behängt wird, die den Pfingstenkranz am Abend beleuchten.
Alles ist von einem Geheimnis umgeben, denn niemand weiß sicher, wie dieses Gebilde entstanden ist und welche Aussage es trifft. Nachmittags tanzen vor allem die Kinder (im Reigen) um den Pfingstenkranz und singen Lieder, die sonst weithin unbekannt sind. Oelder Kinder lernen diese Lieder bereits in Kindergarten und Grundschule, sofern Erzieher und Lehrer brauchtumsfest sind. Abends beteiligen sich an den Spielen alle, die sich jung genug dazu fühlen.

De Uelske Pinxenkranz

## Die Pfingstenkranzlieder
- O Buer, wat kost’ ju Hei?
- O Bauer, hast du Geld?
- Schönhannchen in der Mühle
- Wir öffnen jetzt das Taubenhaus
- Wer im Januar geboren ist…
- Guter Freund ich frage dir
- Die Tiroler sind lustig
- Kroup, Füörsken, düör den Toun
- Laot us sing’n dat niee Leed
- Ich bin der Fürst von Thoren
- Mädel, flink auf den Kranz
- Drei Lilien, drei Lilien
- Das Oelder Lied (In einem weiten Tale)

## Tonträger
- O Buer, wat kost’ ju Hei? – Pfingstenkranzlieder; Aufnahmeleitung: Wolfgang König, 2009.